# Tillandsia firmula
Espèce
Classification phylogénétique
Tillandsia firmula Mez est une espèce de plantes à fleurs de la famille des Bromeliaceae, originaire du Brésil.

## Écologie et habitat
- Typologie : plante herbacée vivace ; épiphyte[1],[2]
- Habitat : ?
- Altitude : ?

## Distribution
- Amérique du sud :
  -  Brésil
    - Rio de Janeiro[1],[2]
    - Minas Gerais[2]
    - São Paulo[2]

## Dénominations et systématique
L'épithète firmula signifie « assez robuste ».

### Protologue et Type nomenclatural
Tillandsia firmula Mez in Mart., Fl. Bras. 3(3): 603, n° 25 (1894)
Diagnose originale :
« TILLANDSIA FIRMULA Mez n. sp. foliis caulem elongatum obtegentibus quaquaversis vel summis secunde curvatis, peranguste triangularibus, minutissime peradpresseque lepidotis; inflorescentia 8-10-flora, scapo brevi stipitata, simplicissima dense quaquaverse spicata, folia minute superante; bracteis latissime ovalibus apiceque rotundatis, sepala superantibus; sepalis antico libero, posticis binis ad 1 mm. ab apice connatis, glabris; petalis lamina sublanceolata suberectaque praeditis; staminibus quam petala manifeste brevioribus, antheris longe acutis; stylo antherae superante. »
Type :
- leg. Glaziou, n° 3127 ; « prov. Rio de Janeiro in monte Corcovado » [1].
- leg. F. Sellow, n° 5877, 1829 ; « Prov. S. Paulo » ; Syntypus B (B 10 0243403)
- leg. F. Sellow, n° 5877 ; « Brasilia meridionalis a S. Paulo ad meridiam » ; Syntypus B (B 10 0243402)

### Synonymie
(aucune)